# Аль-Ибшихи
Баха ад-Дин Абу аль-Фас Мухаммад ибн Ахмад ибн Мансур аль-Ибшихи (1388, Ибшавай, совр. Египет — 1446) — арабский писатель и филолог, богослов.

## Биография

Страницы из антологии «аль-Мустатраф фи кулль фанн мустазраф»
(То, что находят новым в каждой разновидности изящного). XV век

Бербер по происхождению. Родился в египетской деревне Ибшавай, по названию которой получил свою нисбу. Жил в Северной Африке и Египте.
Аль-Ибшихи изучал право и грамматику и уже в десять лет знал Коран наизусть. Часто бывал в Каире, где посещал уроки аль-Булкини. После смерти отца аль-Ибшихи стал богословом-проповедником и посвятил себя любимому занятию — литературе.

## Творчество
Известен как составитель прозаической антологии «То, что находят новым в каждой разновидности изящного» («аль-Мустатраф фи кулль фанн мустазраф»), в которую включены краткие рассказы, анекдоты, остроумные изречения, пословицы и поговорки, почерпнутые из письменных источников и египетского фольклора. Антология пользовалась популярностью в арабских странах.
В начале «аль-Мустатраф» аль-Ибшихи указывает, что собрал в этой книге все жанры, «в которых только писали учёные мужи», в том числе афоризмы, литературные произведения, исторические рассказы, анекдоты, полезные сведения, истории, остроумные изречения и изящную поэзию. Также аль-Ибшихи отмечает, что использовал стихи Корана и достоверные хадисы в качестве образцов.
Как отмечает Ас-Сахави, аль-Ибшихи написал ещё одну книгу по литературе «Ожерелья цветов на груди рек» («Атвак аль-азхар аля судур аль-анхар») и начал труд, посвящённый эпистолярному искусству, под названием «Об искусстве письма и переписки» («Фи санат ат-тарассул ва-аль-китаба»).
Кроме этого, он, предположительно, является автором рукописи «Напоминание сведущим и наставление прозорливым» («Тазкират ал-арафин ва табсират аль-мустабсирин»).
Некоторые рассказы о святых аль-Ибшихи написал, заимствуя материал из других книг, в том числе из «Весна правоверных» («Раби аль-абрар») аз-Замахшари и «Редкостное ожерелье» («Алькид аль-фарид») Ибн Абд Раббиха. Рукопись состоит из 84 глав, которые посвящены различным вопросам религии, морали, природы, поэзии и человеческой жизни во всех её проявлениях.